# Cmentarz wojenny w Langemark
Cmentarz wojenny w Langemark – cmentarz wojenny położony w belgijskiej miejscowości Langemark usytuowanej prowincji Flandria Zachodnia. Miejscowość Langemark była jednym z pierwszych miejsc ataku z użyciem gazów bojowych zastosowanych przez Niemców w drugiej bitwie nad Ypres w kwietniu 1915.
Na cmentarzu pochowanych jest łącznie ponad 35 000 żołnierzy niemieckich, z czego ponad 25 000 zostało złożonych do masowego grobu w centralnym punkcie cmentarza. Większość pochowanych na cmentarzu poległo w walce z siłami brytyjskimi oraz francuskimi w pierwszej bitwie nad Ypres w październiku 1914, a także w walkach w okolicach Langemark - ponad 15% poległych w bitwie stanowili licealiści oraz studenci (zobacz: Kindermord).

## Historia
Pierwszy cmentarz w okolicach Langemark powstał już pod koniec 1915. W 1932 cmentarz został otwarty w obecnej formie. Cmentarz jest podzielony na trzy sekcje, które obejmują: pojedyncze groby żołnierzy, masową mogiłę gdzie pochowano ciała ponad 25 000 żołnierzy oraz sekcję, gdzie spoczywa ponad 3 000 licealistów oraz studentów poległych podczas walk na terenie Belgii. W późniejszych latach cmentarz przeszedł szereg renowacji, sadzono również dęby oraz inną roślinność w celu poprawienia wartości estetycznych nekropolii.
Od 1956 cmentarz podlega administracji Niemieckiej Komisji Cmentarzy Wojennych (niem. Volksbund Deutsche Kriegsgräberfürsorge).
Na cmentarzu spoczywa as myślistwa niemieckiego Werner Voss (zm. 1917).